# Fernando de la Puente y Primo de Rivera
Fernando de la Puente y Primo de Rivera (ur. 28 sierpnia 1808 w Kadyksie, zm. 12 marca 1867 w Madrycie) – hiszpański duchowny katolicki, kardynał, Arcybiskup Burgos.

## Życiorys
W 1832 przyjął święcenia kapłańskie. 27 września 1852 został wybrany biskupem Salamanki. 19 grudnia 1852 w Madrycie przyjął sakrę z rąk arcybiskupa Giovanniego Brunelliego (współkonsekratorami był patriarcha Tomás Iglesias Bácones i arcybiskup Nicolás Luis Lezo Garro. we wrześniu 1857 objął stolicę metropolitalną Burgos, na której pozostał już do śmierci. 27 września 1861 Pius IX wyniósł go do godności kardynalskiej z tytułem prezbitera Santa Maria della Pace.
Został pochowany w katedrze Świętej Marii w Burgos.